# Fédération des sports et olympique d'Islande
La Fédération des sports et olympique d'Islande (en islandais, Íþrótta- og Ólympíusamband Íslands) ou encore Comité national olympique islandais (en islandais, Íslenska Ólympíunefnd), est le comité olympique officiel de l'Islande. 
 De code CIO ISL, il fut créé en 1921 mais il fallut attendre 1935 pour qu'il soit reconnu. 
 Son président est actuellement Lárus Blöndal et sa secrétaire général Liney Rut Halldorsdottir. Son siège est situé à Reykjavik à l'adresse suivante : 
 Engjavegur 6, Sports Center Laugardalur, 104 Reykjavik, Islande